# 興宗 (遼)
興宗（こうそう）は、契丹の第7代皇帝。諱は只骨。

## 生涯
第6代皇帝聖宗の長男として生まれる。3歳で梁王に冊封、太平11年（1031年）、聖宗の崩御により皇位を継承した。幼年であったため、当初は生母の欽哀太后が摂政として実権を握り、朝政を行っていた。
成人後は欽哀太后を幽閉して実権を取り戻し、親政を開始した。この頃の契丹は国力衰退の兆しが見え始めていたが、興宗は軍事力を増強して北宋への圧力を強め、歳幣を増加させることに成功した。また、新興勢力の西夏に対しても軍を送って屈服させ、朝貢させることに成功するなどして契丹の再建を成し遂げた。文化面・内政面でも繁栄を遂げた契丹は、全盛期を迎えるに至った。
重熙24年（1055年）に40歳で崩御し、太子の査剌が皇位を継承した。

## 宗室

### 后妃
- 仁懿蕭皇后
- 蕭貴妃（蕭継先の子の蕭匹里の娘）

### 子
- 耶律査剌（洪基、字は涅隣、道宗）
- 耶律宝信奴（早世）
- 耶律和魯斡（字は阿輦、宋魏王、皇太叔、宣宗の父）
- 耶律阿璉（字は訛里本、秦越王、英宗の父）

### 女
- 耶律跋芹（晋国長公主、蕭孝穆の子の蕭撒八の妻、後に蕭孝忠の子の蕭阿速の妻、後に蕭窩匿の妻）
- 耶律斡里太（鄭国大長公主、蕭余里也の妻）